# Amstrad PCW

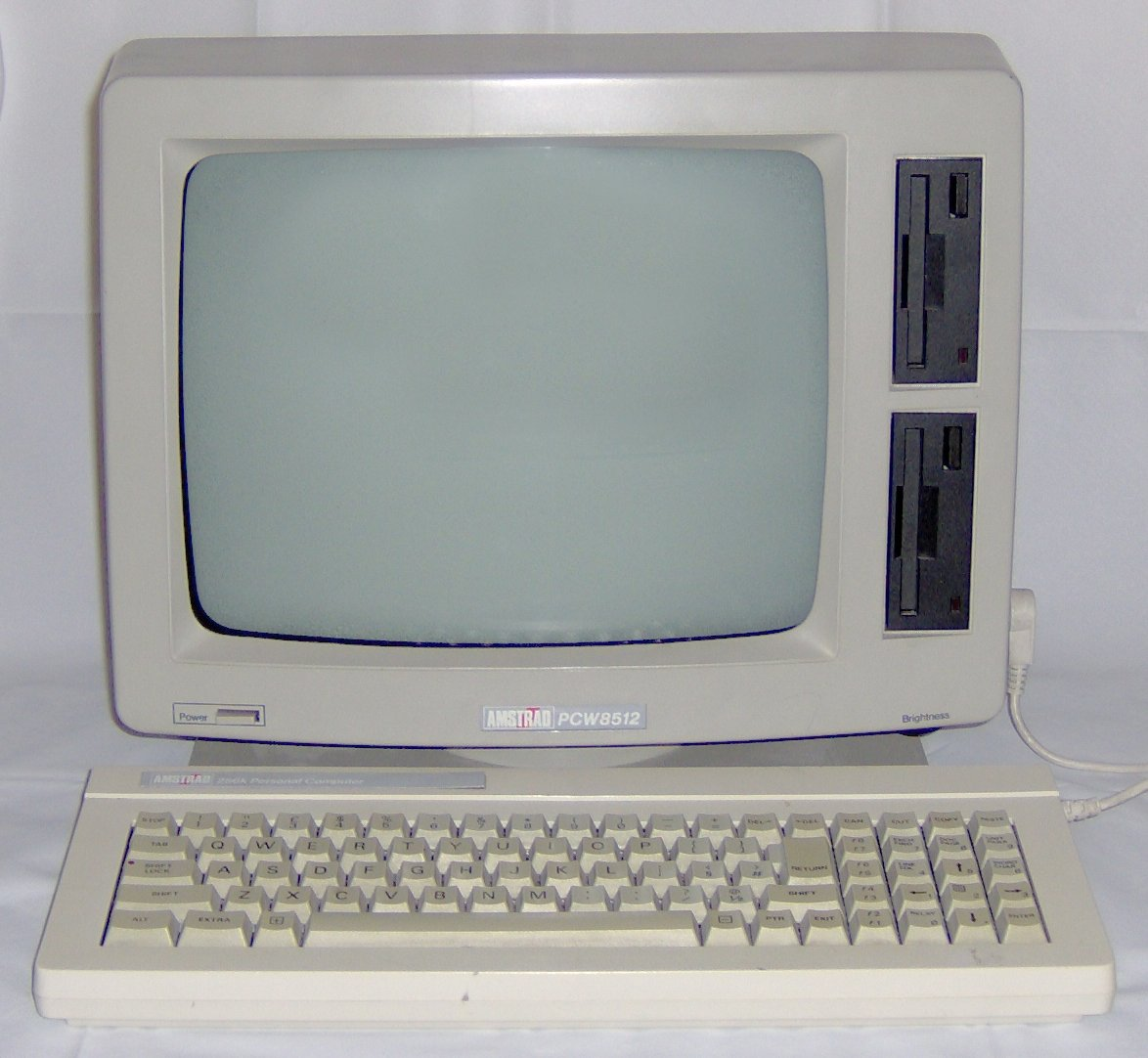
Amstrad PCW8512

Amstrad PCW – linia komputerów osobistych firmy Amstrad, przeznaczonych do edycji tekstów. Linia zawierała dwa modele - PCW 8256 oraz PCW 8512, gdzie PCW stanowiło skrót od "Personal Computer / Wordprocessor", cyfra "8" oznaczała serię, zaś pozostałe - pamięci RAM w kilobajtach. W 1987 zaprezentowano model PCW 9512, wyposażony w drukarkę rozetkową.
Standardowo zestaw Amstrad PCW składał się z monitora, jednostki centralnej ze stacją dysków wbudowanych obok monitora, klawiatury i drukarki. Jednostka centralna nie zawierała pamięci ROM - komputer po włączeniu wczytywał system operacyjny z dysku.
Zastosowany w komputerach Amstrad PCW napęd dysków to jednostka dla dyskietek 3", zapisująca nośniki jednostronnie do pojemności ok. 180 kB. W komputerze PCW 8256 można było zainstalować drugi napęd, zapisujący dyskietki dwustronnnie do pojemności 720 kB, który stanowił wyposażenie standardowe modelu PCW 8512,
Ekran Amstrada PCW wyświetlał 32 linie po 90 znaków.
Stanowiąca część zestawu drukarka, podobnie jak komputer, pozbawiona była pamięci ROM (włącznie z generatorem znaków), sterowana więc była w całości przez komputer. Umożliwiała druk 90 znaków na sekundę w trybie draft i 30 znaków na sekundę w trybie NLQ. Taśma barwiąca o szerokości 13 mm zapewniała druk ok. 2 milionów znaków. Podczas pracy z systemem CP/M drukarka emulowała model Epson FX80.
Oprogramowanie systemu stanowiły następujące programy:
- Locoscript: edytor tekstów;
- Mallard BASIC: względnie szybki interpreter języka BASIC;
- Dr. LOGO: interpreter języka LOGO, kopia LOGO3 stosowanego w komputerze CPC 6128;
- GSX (Graphic System Extension);
- CP/M.